# The Number 1's Tour
The #1's Tour foi a  turnê da cantora e compositora Mariah Carey que ocorreu nos países da Ásia Seu início ocorreria em fevereiro de 2018, mas Carey teve de remarcar a digressão para outubro de 2018. Em um comunicado emitido pela MJR Group, o motivo pela mudança do início da turnê ocorreu devido a um realinhamento necessário para compromissos internacionais com o álbum Caution,lançado em 2018. O cronograma sofreu mudanças e, por fim, os shows na Austrália e Nova Zelândia foram cancelados.

## Datas
| Data                  | Cidade       | País      | Local                             |
| Ásia                  | Ásia         | Ásia      | Ásia                              |
| --------------------- | ------------ | --------- | --------------------------------- |
| 16 de outubro de 2018 | Kuala Lumpur | Malásia   | Plenary Hall                      |
| 18 de outubro de 2018 | Taipei       | Taiwan    | Linkou Stadium                    |
| 20 de outubro de 2018 | Cotai        | Macau     | Cotai Arena                       |
| 22 de outubro de 2018 | Shenzhen     | China     | Shenzhen Bay Sports Center        |
| 24 de outubro de 2018 | Shanghai     | China     | Mercedes-Benz Arena               |
| 26 de outubro de 2018 | Manila       | Filipinas | Araneta Coliseum                  |
| 29 de outubro de 2018 | Osaka        | Japão     | Osaka Municipal Central Gymnasium |
| 31 de outubro de 2018 | Tokyo        | Japão     | Nippon Budokan                    |
| 1 de novembro de 2018 | Tokyo        | Japão     | Nippon Budokan                    |
| 3 de novembro de 2018 | Queenstown   | Singapura | Star Performing Arts Centre       |
| 6 de novembro de 2018 | Magelang     | Indonésia | Borobudur Temple                  |
| 9 de novembro de 2018 | Bangkok      | Tailândia | Bitec Hall 106                    |

### Apresentações canceladas
| Data                   | Cidade    | País          | Local            |
| ---------------------- | --------- | ------------- | ---------------- |
| 5 de fevereiro de 2018 | Perth     | Austrália     | Perth Arena      |
| 7 de outubro de 2018   | Auckland  | Nova Zelândia | Spark Arena      |
| 10 de outubro de 2018  | Melbourne | Austrália     | Rod Laver Arena  |
| 12 de outubro de 2018  | Sydney    | Austrália     | Qudos Bank Arena |
| 14 de outubro de 2018  | Brisbane  | Austrália     | Sandstone Point  |

## Set List
A set list a seguir não foi seguida e usada em todos os shows!:
1. "Fly Away (Butterfly Reprise)" (intro)
2. "Honey"
3. "Shake It Off"
4. "Make It Happen"
5. "Untitled Interlude" (possui traços de  "Sweetheart," "Say Somethin'," "Loverboy," and "Dreamlover")
6. "Fantasy" (Bad Boy Fantasy)
7. "Always Be My Baby"
8. "Vision of Love"
9. "Emotions"
10. "Migrate" (interlude)
11. "#Beautiful"
12. "One Sweet Day"
13. "Can't Let Go"
14. "With You"
15. "My All"
16. "I'm That Chick" (interlude)
17. "It's Like That"
18. "Love Hangover / Heartbreaker"
19. "Touch My Body"
20. "We Belong Together"
21. "Hero"
22. "Butterfly Reprise" (outro)

Notas
- "Love Hangover / Heartbreaker" não foi apresentado em Kuala Lumpur, Osaka, Tóquio e Bangkok.
- O interlude "I'm That Chick" foi substituído por " Rock with You ", interpretado por Trey Lorenz em Kuala Lumpur.
- "With You" foi substituído por " Love Takes Time " em Kuala Lumpur, Shenzhen e Xangai.
- Em Macau, os filhos de Mariah, Dem Kids, juntaram-se a ela no palco durante a performance de "Hero".
- "#Beautiful" foi substituído por " Don't Forget About Us " em Shenzhen.
- O "Butterfly Reprise" outro foi substituído por uma reprise de "Hero" em Xangai, Manila, Osaka, Tóquio, Cingapura, Magelang e Bangkok.
- " All i Want For Christmas is You " foi apresentado no encore em Osaka e Tóquio.
- "Can't Let Go" foi substituído por " The Distance " em Tóquio, Singapura, Magelang e Bangkok.
- "Vision of Love" foi substituída por "Love Takes Time" em Cingapura e Magelang.
- Um trecho de acapella de " Through the Rain " foi realizado em Magelang.
- "With You" foi substituído por " I Don't Wanna Cry " em Magelang.
- "Touch My Body" foi substituído por "Don't Forget About Us" em Magelang.
- "Vision of Love" foi substituída por " Fly Like a Bird " em Bangkok.
- "One Sweet Day" não foi apresentado em Bangkok.